# Dongfeng Fengdu
Fengdu (风度) est une marque de Zhengzhou Nissan lancée lors du Salon de l'auto de Shanghai de 2013, c'est une filiale de Dongfeng Automobile. L'objectif de la marque Fengdu est de se concentrer sur la production de véhicules utilitaires Crossover (véhicule métis) abordables, la gamme de produits de la marque a commencé par produire des CUV Nissan hors production portant le logo Dongfeng. 

## Histoire
Dongfeng Automobile Company a décidé de diversifier la gamme de produits Dongfeng Crossover. A cet effet, la sous-marque Fengdu a été créée. 

## Véhicules
La gamme actuelle Fengdu comprend les modèles suivants:
- Dongfeng Fengdu MX3
- Dongfeng Fengdu MX5, un CUV compact cinq portes basé sur le Fengshen AX7
- Dongfeng Fengdu MX6, un CUV compact cinq portes basé sur le Nissan X-Trail

## Galerie de produits

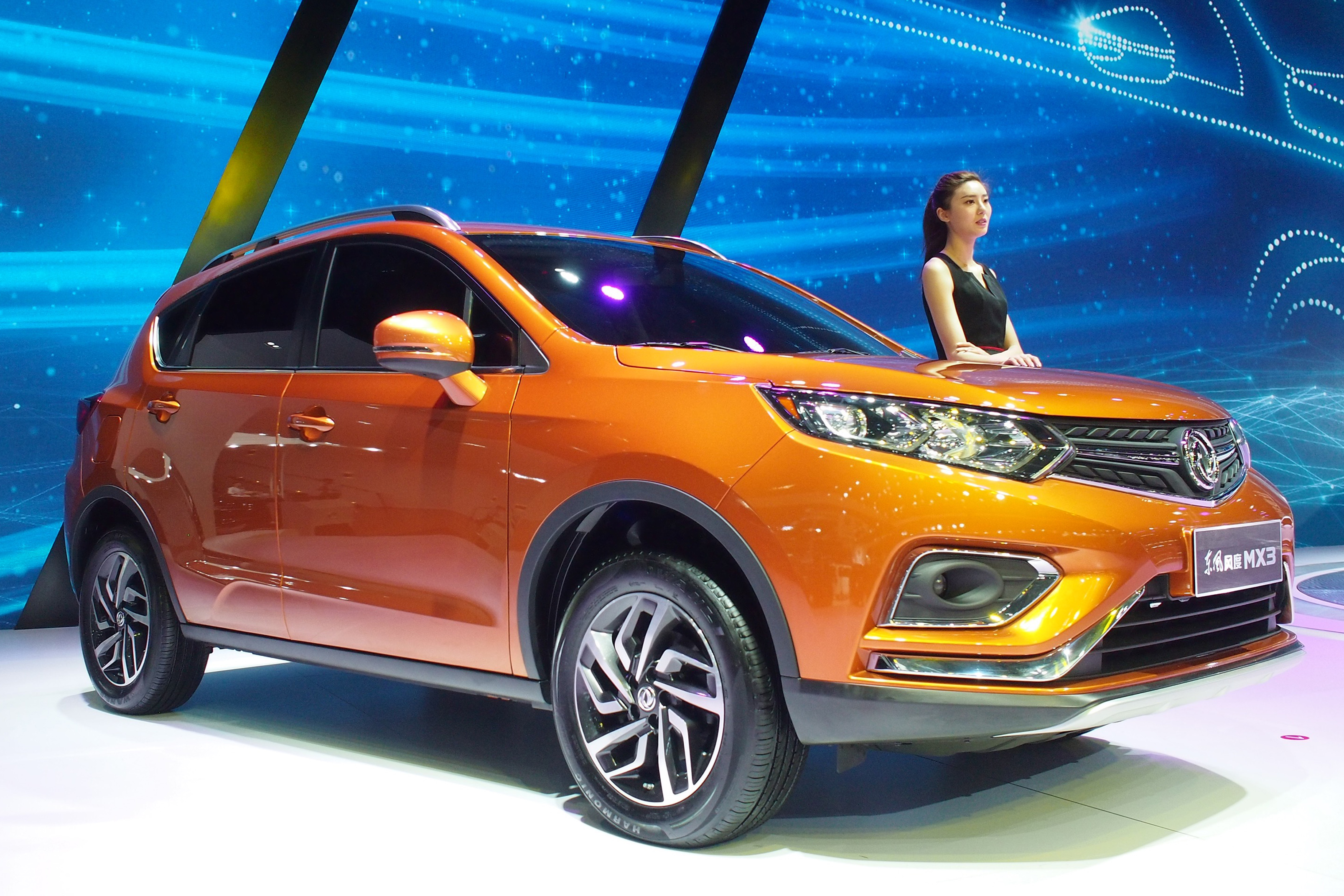
Fengdu MX3
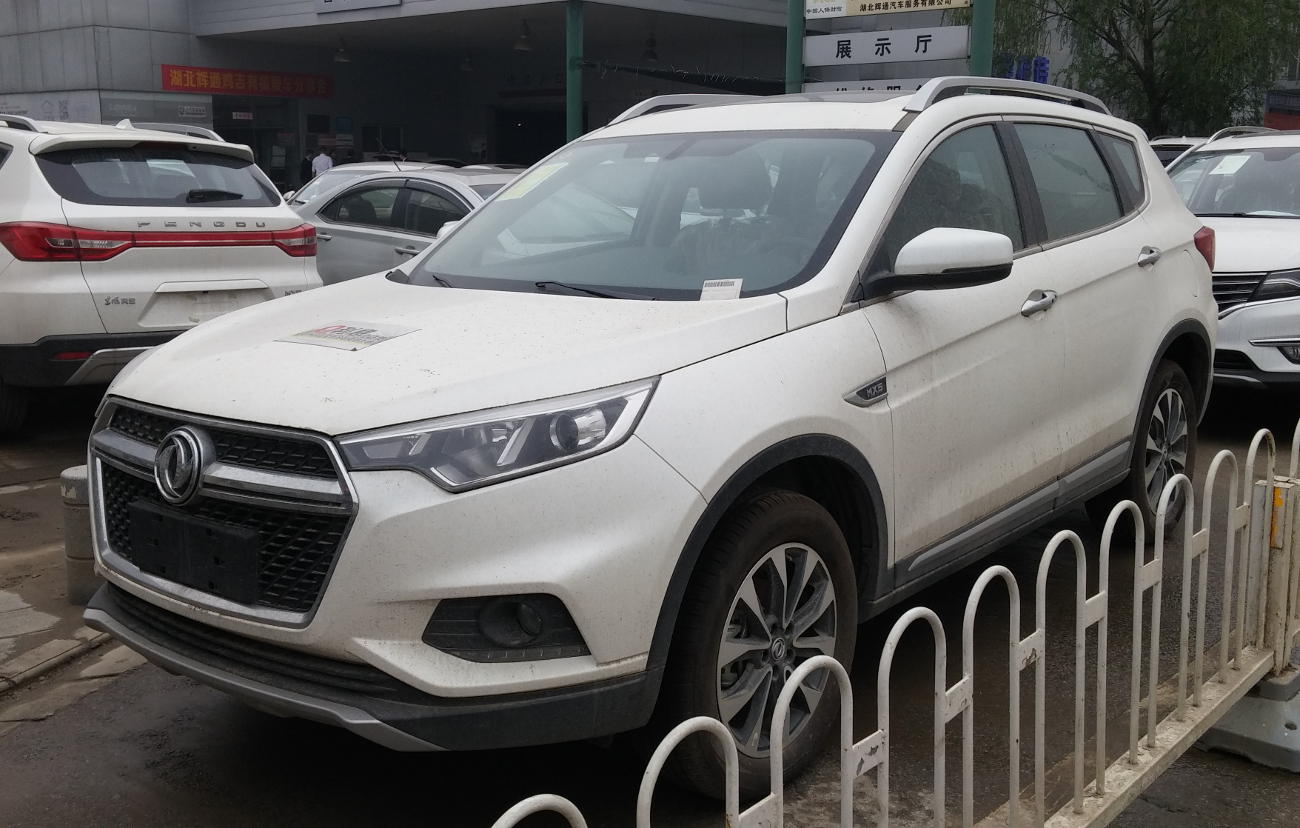
Fengdu MX5
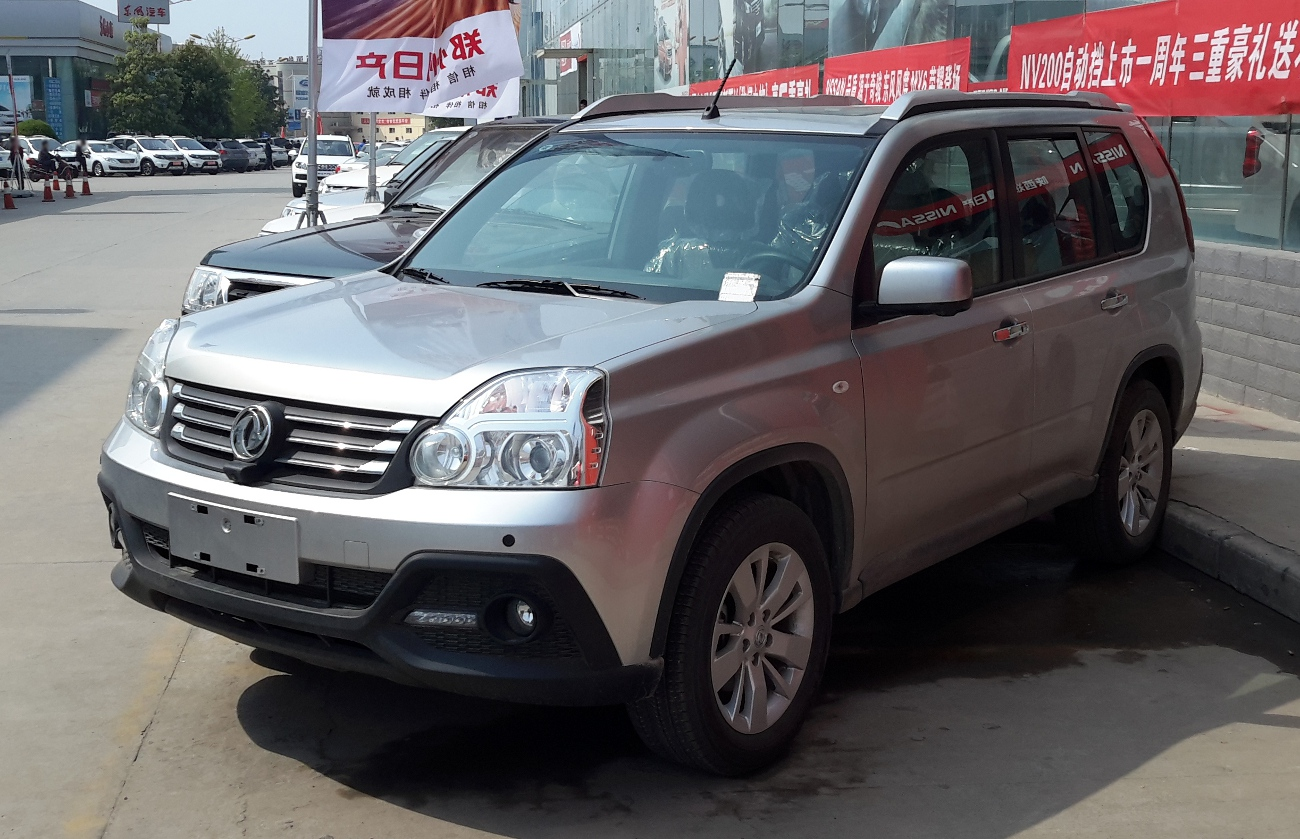
Fengdu MX6